# L'Anarchie chez Guignol
L'Anarchie chez Guignol és una pel·lícula muda francesa de 1906 dirigida per Georges Méliès.

## Argument
Un grup de nens estan veient un espectacle de titelles en un estand exterior (identificat com Guinyol a la versió francesa i Punch i Judy a l'anglès). Els titelles s'estan involucrant en una farsa de tomb, lluitant amb pals, quan entusiasmats salten de l'escenari dels titelles i es converteixen en persones en miniatura que lluiten a terra. El titellaire, sortint precipitadament de l'estand, intenta frenèticament portar els titelles de nou a l'escenari, però creixen a mida humana i l'enreden en la seva baralla. Finalment, els titelles s'escapen definitivament i els nens encantats s'acosten sobre el titellaire i l'enterren en una pluja de confeti.

## Estrena
Va ser llançada per la Star Film Company de Méliès i està numerat del 871 al 873 als seus catàlegs. Actualment es presumeix que la pel·lícula completa és perduda, tot i que un breu fragment fou trobat a temps per al llançament del DVD de 2008.